# Stélio Dias
Stélio Dias (Vitória, 8 de maio de 1939) é um advogado, professor, economista e político brasileiro. Exerceu o mandato de deputado federal constituinte em 1988.
Se casou com Rita de Cássia Resende Dias, com quem teve duas filhas.
Foi um membro, vice-presidente regional e vice-lider do Democratas (Brasil), antes conhecido como PFL (Partido de Frente Liberal). Foi membro, também, dos conselhos do Controle do Meio Ambiente, do Desenvolvimento Florestal, e de Ensino e Pesquisa da UFES
Entrou na faculdade de direito na Universidade Federal do Espírito Santo em 1958 e começou a trabalhar como segundo-oficial judiciário no Tribunal de Justiça, onde ficou até 1961. Depois,se tornou secretário da Presidência da Assembléia Legislativa até o ano seguinte. Após se formar, em 1966, Dias fez um curso para se especializar em planejamento econômico com um intercâmbio entre a Comissão Econômica para a America Latina e sua universidade de formação.
Em 1970, começou a fazer Mestrado em Educação na Universidade de Houston. Além disso, fez PHD, também na Universidade de Houston, em Educação e Administração. Em 1979, foi nomeado Secretário da Educação e Cultura.
Em 1982, sai da função na secretaria e se candidata à Câmara dos Deputados, onde foi eleito e assume em 1983. Votou a favor da emenda Dante de Oliveira que pedia a volta das eleições diretas para presidência do Brasil, mas esta não foi aprovada naquele ano (1984).
Foi um dos fundadores do Partido de Frente Liberal e foi eleito deputado federal constituinte no fim do ano 1986. Durante as votações mais importantes da Constituinte, Dias foi a favor do turno de seis horas ininterrupto, da jornada por semana de 40 horas, contra a pena de morte, a favor do limite do direito à propriedade privada, entre outras.
Em 1988, assinou como constituinte uma emenda defendendo o direito ao lazer no Artigo 7º da Constituição.
Em 1991, foi chefe de gabinete de Alceni Guerra, ministro da Saúde, e no ano seguinte se tornou assessor especial da Secretaria de Governo da Presidência da República, cargo este que continuou exercendo no Ministério da Indústria e Comércio de 1993 a 1994.
Entre os anos de 1995 e 1996 foi chefe de assessoria do Ministério da Previdência.
No ano de 1999, assumiu a coordenação de programas e projetos de desenvolvimento social da UNESCO (Organização das Nações Unidas para a Educação, a Ciência e a Cultura), em Brasília.
Foi secretário da Educação do governo de José Ignácio Ferreira, tendo ficado no cargo até 2002.
Em 2007 foi indiciado pelo Ministério Público do Espírito Santo por improbidade administrativa, de quando fora secretário da Educação.l
Em 22 de setembro de 2015 o indiciamento foi considerado improcedente por Sentença do Juiz de Direito, Jorge Henrique Valle dos Santos, publicada na mesma data. De acordo com o processo 0062593-53.2007.8.08.0024 da 3ª Vara da Fazenda Publica Estadual, Municipal, Registros Públicos, Meio Ambiente e Saúde de Vitoria, Estado do Espirito Santo.